# Challenger Cup féminine de volley-ball 2023
Navigation
2022 2024
La Coupe Challenge féminine de volley-ball 2023 (en anglais : 2023 Volleyball Women's Challenger Cup) est la 4e édition de la Challenger Cup féminine de volley-ball, compétition organisée par la FIVB se déroulant à Laval (France) du 27 au 30 juillet 2023. 

En remportant ce tournoi, la France se qualifie pour la Ligue des nations 2024 en remplacement de la Croatie qui s'est classée dernière des équipes Challenger de la Ligue des nations 2023.

## Qualification
Un total de huit équipes représentant les cinq confédérations de la FIVB se qualifient pour le tournoi,.
| Pays     | Confederation | Qualifié en tant que                                                 | Qualifié le    | Apparitions précédentes | Apparitions précédentes | Apparitions précédentes | Meilleure performance |
| Pays     | Confederation | Qualifié en tant que                                                 | Qualifié le    | Total                   | Première                | Dernière                | Meilleure performance |
| -------- | ------------- | -------------------------------------------------------------------- | -------------- | ----------------------- | ----------------------- | ----------------------- | --------------------- |
| Viêt Nam | AVC           | Vainqueure AVC Challenge Cup 2023                                    | 25 juin 2023   | 0                       | Aucune participation    | Aucune participation    | Aucune participation  |
| Kenya    | CAVB          | 1re au classement CAVB                                               |                | 0                       | Aucune participation    | Aucune participation    | Aucune participation  |
| Colombie | CSV           | 1re au classement CSV                                                |                | 2                       | 2018                    | 2022                    | Finaliste (2018)      |
| Mexique  | NORCECA       | Vainqueure NORCECA Challenge Cup 2023                                | 13 juin 2022   | 0                       | Aucune participation    | Aucune participation    | Aucune participation  |
| France   | CEV           | Pays hôte                                                            | 10 mars 2023   | 1                       | 2022                    | 2022                    | 5e place (2022)       |
| Suède    | CEV           | Finaliste de la Ligue européenne 2023                                | 28 juin 2023   | 0                       | Aucune participation    | Aucune participation    | Aucune participation  |
| Ukraine  | CEV           | Finaliste de la Ligue européenne 2023                                | 28 juin 2023   | 0                       | Aucune participation    | Aucune participation    | Aucune participation  |
| Croatie  | CEV           | Équipe Challenger la moins bien classée de la Ligue des nations 2023 | 2 juillet 2023 | 2                       | 2019                    | 2022                    | Vainqueure (2022)     |

## Format
La formule du tournoi 2023 prévoit des matches simples disputés sur une phase à élimination directe (quarts de finale, demi-finales et finale). Le pays hôte (France) et les trois équipes les mieux classées au classement FIVB du 10 juillet 2023 sont désignées têtes de série pour les confrontations en quarts de finale. La France affronte l'équipe la moins bien classée. Les six équipes restantes sont rangées suivant leur classement mondial : la mieux classée affronte la moins bien classée, la deuxième affronte la cinquième et la troisième affronte la quatrième. L'équipe vainqueure de la compétition se qualifie pour la Ligue des nations 2024.
| Match             | Têtes de série (rang FIVB) | Non-têtes de série (rang FIVB) |
| ----------------- | -------------------------- | ------------------------------ |
| Quart de finale 1 | France (hôte)              | Viêt Nam (47)                  |
| Quart de finale 2 | Colombie (17)              | Kenya (29)                     |
| Quart de finale 3 | Mexique (19)               | Suède (26)                     |
| Quart de finale 4 | Ukraine (21)               | Croatie (25)                   |

## Lieu
| Tous les matches |
| ---------------- |
| Laval, France    |
| Espace Mayenne   |
| Capacité : 4 500 |
|                  |

## Phase finale
- Fuseau horaire : UTC+02:00 (CEST)

|  | Quarts de finale   | Quarts de finale   |                    |                    | Demi-finales           | Demi-finales           |   |  | Finale             | Finale             |
|  | Quarts de finale   | Quarts de finale   |                    |                    | Demi-finales           | Demi-finales           |   |  | Finale             | Finale             |
|  |                    |                    |                    |                    |                        |                        |   |  |                    |                    |
|  | 27/07/2023 à 17:00 | 27/07/2023 à 17:00 |                    |                    | 29/07/2023 à 17:00     | 29/07/2023 à 17:00     |   |  | 30/07/2023 à 17:00 | 30/07/2023 à 17:00 |
|  | 27/07/2023 à 17:00 | 27/07/2023 à 17:00 |                    |                    | 29/07/2023 à 17:00     | 29/07/2023 à 17:00     |   |  | 30/07/2023 à 17:00 | 30/07/2023 à 17:00 |
|  | France             | 3                  |                    |                    | 29/07/2023 à 17:00     | 29/07/2023 à 17:00     |   |  | 30/07/2023 à 17:00 | 30/07/2023 à 17:00 |
|  | France             | 3                  |                    |                    | 29/07/2023 à 17:00     | 29/07/2023 à 17:00     |   |  | 30/07/2023 à 17:00 | 30/07/2023 à 17:00 |
|  | Viêt Nam           | 0                  |                    |                    | 29/07/2023 à 17:00     | 29/07/2023 à 17:00     |   |  | 30/07/2023 à 17:00 | 30/07/2023 à 17:00 |
|  | Viêt Nam           | 0                  | France             | 3                  |                        |                        |   |  | 30/07/2023 à 17:00 | 30/07/2023 à 17:00 |
|  | 27/07/2023 à 20:30 |                    | France             | 3                  |                        |                        |   |  | 30/07/2023 à 17:00 | 30/07/2023 à 17:00 |
|  |                    | Ukraine            | 0                  |                    |                        |                        |   |  | 30/07/2023 à 17:00 | 30/07/2023 à 17:00 |
|  | Ukraine            | Ukraine            | 0                  | 3                  |                        |                        |   |  | 30/07/2023 à 17:00 | 30/07/2023 à 17:00 |
|  | Ukraine            |                    |                    | 3                  |                        |                        |   |  | 30/07/2023 à 17:00 | 30/07/2023 à 17:00 |
|  | Croatie            | 1                  |                    |                    |                        |                        |   |  | 30/07/2023 à 17:00 | 30/07/2023 à 17:00 |
|  | Croatie            | 1                  | France             | 3                  |                        |                        |   |  |                    |                    |
|  | 28/07/2023 à 17:00 |                    | France             | 3                  |                        |                        |   |  |                    |                    |
|  |                    | Suède              | 1                  |                    |                        |                        |   |  |                    |                    |
|  | Mexique            | Suède              | 1                  | 2                  |                        |                        |   |  |                    |                    |
|  | Mexique            | 29/07/2023 à 20:30 |                    | 2                  |                        |                        |   |  |                    |                    |
|  | Suède              | 3                  |                    |                    |                        |                        |   |  |                    |                    |
|  | Suède              | 3                  | Suède              | 3                  |                        |                        |   |  |                    |                    |
|  | 28/07/2023 à 20:30 | 28/07/2023 à 20:30 | Suède              | 3                  | Match pour la 3e place | Match pour la 3e place |   |  |                    |                    |
|  | 28/07/2023 à 20:30 | 28/07/2023 à 20:30 |                    | Colombie           | Match pour la 3e place | Match pour la 3e place | 1 |  |                    |                    |
|  | Colombie           | 3                  | 30/07/2023 à 13:30 | 30/07/2023 à 13:30 |                        |                        | 1 |  |                    |                    |
|  | Colombie           | 3                  | 30/07/2023 à 13:30 | 30/07/2023 à 13:30 |                        |                        |   |  |                    |                    |
|  | Kenya              | 1                  |                    | Ukraine            | 1                      |                        |   |  |                    |                    |
|  | Kenya              | 1                  |                    | Ukraine            | 1                      |                        |   |  |                    |                    |
|  |                    |                    |                    |                    |                        |                        |   |  | Colombie           | 3                  |
|  |                    |                    |                    |                    |                        |                        |   |  | Colombie           | 3                  |

## Classement final
| Rang               | Équipe   |
| ------------------ | -------- |
| Médaille d'or      | France   |
| Médaille d'argent  | Suède    |
| Médaille de bronze | Colombie |
| 4                  | Ukraine  |
| 5                  | Mexique  |
| 6                  | Kenya    |
| 7                  | Croatie  |
| 8                  | Viêt Nam |

- Qualifiée pour la Ligue des nations 2024.